# 山下将浩
山下 将浩（やました まさひろ、1983年10月26日 - ）は、競技麻雀のプロ雀士。九州出身。
日本プロ麻雀連盟九州本部所属。団体内の段位は三段。

## 獲得タイトル
- 新人王戦（第31期）[2]
- 皇帝位（第21期、日本プロ麻雀連盟九州プロリーグ）[3]